# Liste der Monuments historiques in Viriat
Die Liste der Monuments historiques in Viriat führt die Monuments historiques in der französischen Gemeinde Viriat auf.

## Liste der Bauwerke
| Bezeichnung      | Beschreibung                  | Standort | Kennzeichnung | Schutzstatus | Datum | Bild           |
| ---------------- | ----------------------------- | -------- | ------------- | ------------ | ----- | -------------- |
| Schloss Fleyriat | Erbaut im 18./19. Jahrhundert | (Lage)   | PA01000038    | Inscrit      | 2013  | weitere Bilder |

## Liste der Objekte
- Monuments historiques (Objekte) in Viriat in der Base Palissy des französischen Kultusministeriums